# Pierre Lachièze-Rey
Pour les articles homonymes, voir Lachièze et Rey.
Pierre Lachièze-Rey, né le 25 septembre 1885 à Martel (département du Lot), mort le 6 août 1957 dans la même ville, est un philosophe français d'inspirations catholique et kantienne.

## Biographie
Issu d'une famille de vieille bourgeoisie libérale, il est le fils d'Albert Lachièze, député du Lot de 1889 à 1906 et le neveu du docteur Émile Rey, sénateur du Lot. Il fait de brillantes études à Paris, où il intègre l'École normale supérieure puis obtient la deuxième place à l'agrégation de philosophie en 1909. Camarade de Jean Laporte à l'école normale et proche de Maurice Blondel, il est un membre actif du Sillon.
Il soutient en 1930 ses thèses à la Sorbonne, la principale portant sur l'idéalisme kantien et la complémentaire sur la théologie spinoziste. Elles sont publiées par Félix Alcan en 1931 et 1932.
Il devient professeur à la Faculté des lettres de Toulouse puis à celle de Lyon.
Correspondant de l'Institut, chevalier de la Légion d'Honneur.
Il est le père du peintre Henri Lachièze-Rey (1927-1974), d'Albert Lachièze-Rey, et le grand père de l'astrophysicien Marc Lachièze-Rey.